# Ilbandornis
Ilbandornis es un género extinto de ave del tamaño de un avestruz, con patas más delgadas que las de otros dromornítidos. El pico de gran tamaño de otros géneros como Bullockornis y Dromornis indican que eran criaturas posiblemente carnívoras, mientras que los análisis de la molleja y los aminoácidos de los huevos de Genyornis indican que Ilbandornis era herbívoro. Por lo tanto, su dieta es materia de debate. Las dos especies del género fueron halladas en la misma localidad en el Territorio del Norte en Alcoota, y datan de finales del Mioceno.